# 미국 녹색당
미국 녹색당(Green Party of the United States)은 2001년 설립된 미국의 녹색정치를 표방하는 정당이다.
이들은 주로 환경주의, 비폭력, 녹색정치 및 풀뿌리 민주주의에 기반을 두고 있으며 아무 단체의 도움이나 기부 없이 민주주의를 재개하는데 힘쓰고 있다고 주장한다.
1991년 녹색당의 전신인 녹색정치당이 설립된 이후, 1996-2000년 랠프 네이더의 대선 공략 기간 동안 녹색당이 정당으로서 생태주의와 녹색정치를 지지하는 유권자들의 이목을 끌게 된 이후 현재까지 미국의 대표적인 친환경 정당으로 알려져 있다. 현재 미국의 상, 하원직 및 장관직과 같은 전국적으로 선출된 직책을 맡고 있는 녹색당 의원은 없으며, 과거 아칸소주의회 대표의원이 한 명이 있었다.

## 이념
미국의 녹색당은 2000년 6월 미국 콜로라도주 덴버에서 열린녹색당 회의에서 비준으로 하는 10가지 이념(10대 강령)을 기본 이념으로 두고있다. 미국 녹색당은 환경주의, 계급층에 지배받지 않는 민주주의, 사회주의, 다양성의 존중, 평화, 그리고 비폭력을 중점으로 강조하고 있다.
1. 풀뿌리 민주주의
2. 정의사회 구현과 동등한 기회
3. 생태계를 위한 지혜
4. 비폭력과 평화주의
5. 지방 자치
6. 지역사회에 바탕을 둔 경제와 정의경제
7. 페미니즘과 성평등
8. 다양성에 대한 존중
9. 개인과 국제적 책임
10. 미래에 초점을 둔 지속가능한 개발

녹색당은 기업체, 정치활동 위원회 및 조직을 통한 기부금은 받지 않고 있으며, 기업의 영향과 정부, 미디어, 그리고 사회통제를 강력히 비판하고 있다.

## 역사
미국 녹색당이 정치 정당으로 발전하기 시작한건 1984년부터이다. 1984년 정보 통신 연락 위원회가 분권화되고 1990년대에 녹색 통신 연락 위원회의 명칭으로, 좀 더 중앙집권화된 구조로 진화시키고, 국립 정보센터를 설립, 전체적인 정당의 틀을 잡아나가기 시작했으며, 부속 정관, 공략 등을 형성하기 시작했다.
미국 녹색당의 처음 시초는 1984년 5월 미국 미네소타의 매캘러스터 칼리지에서 60명이 모여 "녹색 통신 연락 위원회"를 설립, 10대 강령을 발표한것에서부터 시작되었다. 그들의 목표는 현지의 녹색 그룹을 조성하고 정보 기관과 소식지 제공, 그리고 녹색 통신 연락 위원회가 정치적 정당이 되는 것이었다. 녹색 통신 연락 위원회는 행동주의, 교육, 지역사회 투표 정치를 구성하는 것 이었다. 또한 초기의 녹색당 위원들은 단순히 개혁이 아닌, 근본적 혹은 전체적으로 미국 사회에 변화를 주기를 원했었다.
1990년 미국 알래스카주가 처음으로 출마 권리를 획득하였지만, 정치적 정당으로 초점이 맞춰지면서 어떻게 미국의 정치 시스템에 맞춰야 하는지, 녹색 통신 연락 위원회가 정치적 정당인지, 정치적 정당이 어떻게 녹색 운동에 관련이 되는지등의 문제에 직면하였고, 이러한 문제를 해결하기 위해 1991년 투표를 통하여 녹색 통신 연락 위원회에서 "녹색/녹색당 USA"으로 개명하였다. 개명 이후 녹색/녹색당 USA은 계속하여 정치적 정당으로 발전시키려 하였지만 결국 국가적인 수준에 도달하지 못한 세력이 약한 몇몇의 주 녹색당들과의 마찰로 인해 1996년 무너지고 말았다. 1996년 아직 국가적인 수준에 도달하지 못한 몇몇의 주 녹색당들이 연합하여 "연합 주 녹색당"을 설립하였고, 2000년 "연합 주 녹색당"이 오늘날 "미국 녹색당"이 되었으며 2001년 미국 연방 투표 위원회에 국가적인 정치 정당으로 승인을 받았다.
1996년부터 2012년까지 미국 녹색당은 미국 대통령과 부통령 후보를 지명, 대선에 출마하고 있다.

## 기금 모금과 정치활동위원회
미국은 기업이나 노조가 후보자 정당에 대해 직접 기부하는 것이 금지되어 있기 때문에 기업 노조나 기타 이익집단은 정치활동위원회(Political Action Committee)를 설립, 이를 통해 후보자와 정당에 정치자금을 기부하고 있다. 미국에 녹색당이 설립되지 않아 얼마 후, 당시 우세했던 기부된 돈에 의한 선거는 강력하게 미국 녹색당 위원들에 의해 거부되기도 했으며 몇몇 미국 녹색당 위원들은 선거 자금 조달 제도가 본질적으로 부패되었다고 생각하여 마지못해 선거에 참여하기도 했다. 또 일부는 이를 대체할 수 있는 또 다른 선거 자금 조달 제도를 채택함으로써 자진해서 하는 기금에 대한 일부 제한을 강조하고 다른 당의 기부에 의한 부당한 선거 자금 조달 제도에 대조되는 유익한 방법을 내세움으로써 미국 녹색당의 선거 영역을 발전시키고 넓혀야 된다고 생각했다. 몇년동안, 몇몇 주의 녹색당들은 과거보다 자진해서 하는 기금에 대한 일부 제한을 조금 덜 강조하고 있다. 그럼에도 불구하고, 미국 녹색당의 모금(후보자들의 선거 유세활동과 녹색당 자체를 위한 모금)은 여전히 비교적 적게 기부에 의존하고 있다고 볼 수 있으며 또한 미국 녹색당은 늘어나는 정치활동위원회를 통한 기금을 매도할 뿐만 아니라, 금권 정치를 비판하고 있다. 몇몇의 녹색당 위원들은 녹색당이 선거자금조달제도의 법조와 규칙을 따라야 한다고 주장하고 있지만, 또 일부의 녹색당 위원들은 그런 행동은 녹색당이 정치적 과정에 있어서 반 민주주의에 저항하는걸 실천하지 못하게끔 피해를 줄 수 있다고 하고 있다. 대표적인 예로 녹색당 위원 질 스타인은 2012년 전형적으로 적은 기부금에 의존하여 미국 대통령 선거 후보자로 유세활동을 했었다.

## 구조와 구성

#### 녹색 국가 위원회
미국 녹색당에서 결정권을 쥐고 있으며 상임 위원회와 기타 위원회들을 설립할 의무가 있다.

#### 상임 위원회
- 승인(AC)
- 연례 국가 회의 위원회(ANMC)
- 출마 권리(BA)
- 내규,규율,방침 및 절차(BRPP)
- 공동캠페인 위원회(CCC)
- 자격증 위원회(CredCom)
- 분쟁 처리(DRC)
- 다양성(DC)
- 친환경 운동(EC)
- 금융(FinCom)
- 모금활동(FC)
- 녹색 국가 위원회(GNC)
- 국제 위원회(IC)
- 미디어(MC)
- 상품판매(MERCH)
- 봉사 활동(OC)
- 평화 운동(GPAX)
- 공약(PlatCom)
- 대통령 옹호지지 위원회(PCSC)
- 그린하우스 캠페인 위원회(GHCC)
- 그린상원 캠페인 위원회(GSCC)

#### 임시위원회
- 대표 배정 위원회(DAC)

#### 운영 위원회
운영 위원회는 비서와 회계 담당자 그리고 7명의 공동 의장들로 구성되어있다. 현 미국 녹색당의 공동 의장 (2013년 1월 기준): 수잔 찬코 캘리포니아주, 찰스 오스틱 네브래스카주, 파힌 하킴 미네소타주, 대릴 모크 워싱턴주, A.J.제그너리 일리노이주, 스티브 웰저 뉴저지주, 캐런 영 뉴욕주이며,
이들 모두 녹색 국가 위원회 대표들 가운데서 선출되었다. 비서는 밧 디킨슨 워싱턴주이며 회계 담당은 제프 터너 하와이주이다.

### 이익 단체
이하 이익 단체들은 녹색 국가 위원회를 대표한다.
- 라벤더 그린[8]

성적소수자 커뮤니티에 대한 폭력, 편견, 부정을 반대하여 활동한다.
- 국가 여성 이익 단체[9]

녹색당의 여성투표자수를 최대화하며 여성들의 권리를 옹호하기 위해 활동한다.
- 청년 이익 단체[10]

청년들을 녹색당에 영입시키기 위해 활동한다.
- 장애인 이익 단체[11]

장애인으로 구성되어 있으며, 카트리나태풍의 피해를 받은 사람들을 돕는다.
- 라틴인 이익 단체[12]

녹색당에서 라틴인들의 권리를 보장하기 위해 활동한다.
- 노동 이익 단체[13]

노동자들을 녹색당에 영입시키기 위해 활동한다.
- 블랙 이익 단체[14]

녹색당의 정치적 활동중에 아프리카인, 아프리카계 미국인들의 역할을 높이기 위해 투쟁한다.
블루 그린(노동자 이익 단체)과 미국 원주민 이익 단체도 존재하지만, 이들은 아직 위원회를 설립하지 못하였다.

### 지구당
미국 전역에 걸쳐 51개의 지구당이 있다.
bl-2008년 출마 권리 획득
na-국가와 연관되지 않은 미국 녹색당

ci-현재 비활동 중
| - 앨라배마주 녹색당(ci) - 알래스카주 녹색당 - 애리조나주 녹색당(bl) - 아칸소주 녹색당(bl) - 캘리포니아주 녹색당(bl) - 콜로라도주 녹색당(bl) - 코네티컷주 녹색당 - 워싱턴주 녹색당(bl) - 델라웨어주 녹색당(bl) - 플로리다주 녹색당(bl)]] - 조지아주 녹색당 - 하와이주 녹색당(bl) - 아이다호주 녹색당 - 일리노이주 녹색당(bl) - 인디애나주 녹색당 - 아이오와주 녹색당(bl) - 캔자스주 녹색당 - 켄터키주 녹색당 - 루이지애나주 녹색당(bl) - 메인주 녹색 자주당(bl) - 메릴랜드주 녹색당(bl) - 매사추세츠주 녹색무지개당(bl) - 미시간주 녹색당(bl) - 미네소타주 녹색당(bl) - 미시시피주 녹색당(bl) - 미주리주 진보당 | - 몬태나주 녹색당 - 네브래스카주 녹색당(bl) - 네바다주 녹색당(bl) - 뉴햄프셔주 녹색당 - 뉴저지주 녹색당(bl) - 뉴멕시코주 녹색당(bl) - 뉴욕 녹색당(bl) - 노스캐롤라이나주 녹색당 - 노스다코타주 녹색당(na,ci) - 오하이오주 녹색당(bl) - 오클라호마주 녹색당 - 태평양 오리건주 녹색당(bl) - 펜실베이니아주 녹색당 - 로드아일랜드주 녹색당(bl) - 사우스캐롤라이나주 녹색당(bl) - 사우스다코타주 녹색당(na,ci) - 테네시주 녹색당(bl) - 텍사스주 녹색당 - 유타주 녹색당, 사막그린으로 알려짐(bl) - 버몬트주 녹색당(ci) - 버지니아주 녹색당(bl) - 워싱턴주 녹색당(bl) - 웨스트버지니아주 마운틴당(bl) - 위스콘신주 녹색당(bl) - 와이오밍주 녹색당(ci) |

## 지역분포
녹색당은 특히 태평양 연안 쪽, 오대호 위쪽, 북방 지역에서 강력한 지지를 얻고 있다. 때문에 녹색당 후보자 선출은 지역별 선호도에 따라 크게 영향을 받는다. 캘리포니아주 사람들은 2007년 7월에 현 재임중인 226명의 녹색당원들 중에 55명을 선출했을 정도로 녹색당에 대한 선호도가 뚜렷하다. 이외에도 펜실베이니아주(31명), 위스콘신주(23명), 매사추세츠주(18명), 메인주(17명)를 포함한 다른 여러 주의 많은 사람들이 녹색당을 선출했는데, 이를 통해서도 녹색당에 대한 지역적 선호도가 뚜렷함을 알 수 있다. 또한, 이러한 지역들 중 메인주의 경우 녹색당 공무원의 비율이 국내주(州)들 중에서 가장 높다. 2006년 11월 기준으로, 그 비율은 전체 유권자들 중에서 2.95%로 구성된 29,273명보다 많은 녹색당원들로 가장 높다. 녹색당원의 비율이 높은 도시로는 위스콘신주에 있는 매디슨 (위스콘신주)과 메인주에 있는 포틀랜드를 꼽을 수 있다.
2005년에 녹색당은 당 등록이 허가된 주(州)에서 305,000명의 녹색당 회원이 등록 되었고, 나머지 지역에 수 많은 회원들과 후원자들이 있다. 녹색당이 마주한 한가지 도전은 많은 주(州)들에서 출마 권리 법의 어려움을 극복하는 것이다.

## 선거결과

### 대통령
| 선거명                  | # 득표수  | % 득표율 | # 선거인단 득표율 | +/- |
| ----------------------- | --------- | -------- | ----------------- | --- |
| 1996년 미국 대통령 선거 | 684,871   | 0.71%    | 0/538             |     |
| 2000년 미국 대통령 선거 | 2,882,955 | 2.74%    | 0/538             | 0   |
| 2004년 미국 대통령 선거 | 119,859   | 0.10%    | 0/538             | 0   |
| 2008년 미국 대통령 선거 | 161,680   | 0.12%    | 0/538             | 0   |
| 2012년 미국 대통령 선거 | 468,907   | 0.36%    | 0/538             | 0   |
| 2016년 미국 대통령 선거 | 1,457,216 | 1.07%    | 0/538             | 0   |

### 국회

#### 하원
| 실시년도 | #득표수 | %득표율 | #하원의원 좌석득표 | +/- |
| -------- | ------- | ------- | ------------------ | --- |
| 2000     | 279,158 | 0.3%    | 0/435              |     |
| 2002     | 286,962 | 0.4%    | 0/435              |     |
| 2004     | 331,298 | 0.3%    | 0/435              |     |
| 2006     | 234,939 | 0.3%    | 0/435              |     |
| 2008     | 570,780 | 0.5%    | 0/435              |     |
| 2010     | 230,764 | 0.3%    | 0/435              |     |
| 2012     | 458,411 | 0.4%    | 0/435              |     |

#### 상원
| 선거명                    | #득표수 | %득표율 | #상원의원 좌석득표 | +/- |
| ------------------------- | ------- | ------- | ------------------ | --- |
| 2000년 미국 상원의원 선거 | 685,289 | 0.9%    | 0/34               |     |
| 2002년 미국 상원의원 선거 | 94,702  | 0.2%    | 0/34               |     |
| 2004년 미국 상원의원 선거 | 157,671 | 0.2%    | 0/34               |     |
| 2006년 미국 상원의원 선거 | 295,935 | 0.5%    | 0/33               |     |
| 2008년 미국 상원의원 선거 | 427,427 | 0.7%    | 0/33               |     |
| 2010년 미국 상원의원 선거 | 516,517 | 0.8%    | 0/37               |     |
| 2012년 미국 상원의원 선거 | 214,717 | 0.23%   | 0/33               |     |

## 임원
2013년 4월 15일 현재 133명의 선거에서 당선된 녹색당 임원들이 미국 전역에서 활동 중이다. 그들이 맡은 직책은 시장부터 시의회, 교육 위원회 그리고 위생국까지 다양하다. 녹색당원들은 23개의 주 지방 자치 대표로 선출되어 중동 남부 지역을 제외한 지방을 대표하고 있다. 녹색당원들은 캘리포니아와 뉴욕에서 시장의직을 맡거나 그 외에 미국 서부, 남부, 중부에서 시의회직을 맡기도 했다. 녹색당이 주로 집중적으로 활동하는 도시는 로스앤젤레스, 미니애폴리스, 밀워키, 클리블랜드, 오클라호마시티 그리고 워싱턴 D.C.이다.
가장 높은 직위에 당선된 녹색당원은 2006년 11월까지 메인주 주의회 의원의로 활동한 존 에더와 1999년 녹색당 의원으로 캘리포니아주의회로 당선되었다가 7개월 후 2000년 무소속이 된 우디 복, 2008년 아칸소주 주의회 의원으로 당선되었다가 5개월 후 민주당으로 당을 옮긴 리차드 카롤, 그리고 2012년 아칸소주 주의회 의원으로 당선된 프레드릭 스미스가 있다.
2012년 아칸소주 주의회 의원으로 당선된 프레드릭 스미스와 인구 수 100,000에 달하는 리치먼드 (캘리포니아주)시 시장에 두 번 당선된 게일 맥러플린이 가장 대표적인 미국 녹색당 의원이다.
캘리포니아주 마린카운티에 있는 페어팩스 타운, 캘리포니아주 훔블트 카운티에 있는 아르카타 타운, 캘리포니아주 소노마 카운티에 위치한 세바스토폴 타운, 그리고 뉴욕주 얼스터 카운티에 있는 뉴팔츠 타운의원회에 과반수의 녹색당원들이 활동했었다.

## 대선 득표
- 1996년: 랠프 네이더, 위노나 라듀크 685,128표
- 2000년: 랠프 네이더, 위노나 라듀크 2,882,000표
- 2004년: 데이빗 콥, 펫 라마키 119,859표[74]
- 2008년: 신시아매키니, 로사 클라맨트 161,603표[75]
- 2012년: 질 스타인, 체리 혼카라 469,501표[76]
- 2016년: 질 스타인, 아자무 바라카 1,457,216표
- 2020년: 하위 호킨스, 안젤라 워커 -표

## 역대 녹색당 전당대회 목록
- 1996년 로스앤젤레스
- 2000년 덴버
- 2001년 샌타바버라
- 2002년 필라델피아
- 2003년 워싱턴 D.C.
- 2004년 밀워키
- 2005년 털사
- 2006년 투손
- 2007년 레딩 (펜실베이니아주)
- 2008년 시카고
- 2009년 더럼 (노스캐롤라이나주)
- 2010년 디트로이트
- 2011년 알프레드, 뉴욕주
- 2012년 볼티모어[77]

## 추가도서목록
- 최승국, 나는 희망이다, 북센스, 2011. ISBN 9788993746075
- 시몬 바우트, 경제와 사회 민주주의, 한울아카데미, 2012. ISBN 9788946054899
- 한종수, 정치학개론, 세창출판사, 2007. ISBN 8984111422
- Frankland, Gene (2008). 《Green Parties in Transition》. Ashgate Publishing Company. ISBN 978-0-7546-7429-0.

## 같이 보기
- 녹색정치
- 녹색당
- 미국의 정당
- 풀뿌리 민주주의
- 비폭력주의
- 평화주의
- 글로벌 그린즈
- 페미니즘
- 지방 자치
- 랠프 네이더
- 환경 운동
- 생태주의